# 3932 Edshay
3932 Edshay eller 1984 SC5 är en asteroid i huvudbältet som upptäcktes den 27 september 1984 av de båda amerikanska astronomerna Carolyn S. Shoemaker och Michael C. Nolan vid Palomar-observatoriet. Den är uppkallad efter Edwin L. Shay.
Asteroiden har en diameter på ungefär 12 kilometer.